# Polyvinylpyrrolidon
Polyvinylpyrrolidon (PVP), auch Polyvidon oder Povidon (INN), ist ein lineares Polymer der Verbindung Vinylpyrrolidon. PVP ist ein hygroskopisches, amorphes Pulver mit weißer bis hellgelber Farbe.

## Geschichte
Polyvinylpyrrolidon, ein Folgeprodukt der Acetylenchemie, wurde von Walter Reppe, Adolf Hartmann und Curt Schuster erfunden und 1939 zum Patent angemeldet. Es wurde zuerst als Blutplasmaersatz im Zweiten Weltkrieg eingesetzt und wird heute in den verschiedensten Anwendungen in Medizin, Pharmazie, Kosmetik und technischer Industrie verwendet.

## Eigenschaften

N-Vinylpyrrolidon, das Monomer

Aufgrund seiner amorphen Struktur besitzt PVP keinen Schmelzpunkt, sondern nur eine Glasübergangstemperatur, die je nach Polymerisationsgrad zwischen 110 und 180 °C liegt. PVP löst sich sowohl in Wasser als auch in einer Vielzahl organischer Lösungsmittel. In stark sauren Lösungen hydrolysiert der Lactam-Ring zur Aminosäure-Gruppe. Unter alkalischen Bedingungen und erhöhter Temperatur vernetzen die Ketten zu wasserunlöslichen Produkten.
Der Ausgangsstoff Vinylpyrrolidon ist als kanzerogen der Kategorie 2 eingestuft. Das Polymer kann als ungiftig bezeichnet werden.
Handelsübliche Bezeichnungen sind vor allem Povidone, PVP oder Periston. Unterschieden wird hier beispielsweise zwischen:
- Povidone K-30
- Povidone K-90

Der K-Wert stellt eine in der Kunststoffindustrie übliche Klassifikation dar und steht in direktem Zusammenhang mit der mittleren molaren Masse des Polymers. Damit lässt sich aus dem K-Wert indirekt auf den Grad der Polymerisation und damit die Kettenlänge schließen.

## Verwendung
Polyvinylpyrrolidon wird als Hilfsstoff in der pharmazeutischen Industrie eingesetzt. Es dient in Medikamenten (speziell Tabletten) in der Regel als Bindemittel und kann die Freisetzung des Wirkstoffs in den Körper beeinflussen. Die quervernetzten Produkte steuern den Zerfall der Tablette. In Augentropfen gegen 'trockenes Auge' wird es zur Erhöhung der Viskosität der Augentropfen verwendet. In der Notfallmedizin verwendete man es früher als Blutplasmaexpander. Als Iod-Lösung, Salbe oder Creme (Handelsname Betaisodona, Braunol) hat sich PVP-Iod, das zu den Iodophoren zählt, in der medizinischen Wundbehandlung durchgesetzt, wobei ein 3%iges Povidon-Iod (PVP-I) als liposomales Hydrogel eine signifikant bessere Wirksamkeit und Gewebeverträglichkeit in der Feuchtversorgung von Wunden zeigt. In Lebensmitteln wird es vor allem als Binde- und Verdickungsmittel, Stabilisator und Überzugsmittel verwendet. Es ist in der EU als Lebensmittelzusatzstoff der Bezeichnung E 1201 ohne Höchstmengenbeschränkung ausschließlich für Nahrungsergänzungsmittel in Tabletten- oder Drageeform zugelassen.  Bei Color-Waschmitteln soll PVP als Farbübertragungsinhibitor beim Waschvorgang die Übertragung von Farbstoffen auf andere Textilien vermindern. Es wird in Haarwaschmitteln als Verdickungsmittel, in Haarsprays und in Zahnpasten eingesetzt. In Klebstoffen alter Briefmarken und Briefumschläge ist PVP enthalten, ebenso wie in Klebstiften und Schmelzklebstoffen. Daneben wird es als Spezialhilfsmittel zur Herstellung von Batterien, Keramik, Glasfasern, Ink-Jet-Tinten und -Papier und beim chemisch-mechanischen Polieren (CMP) eingesetzt. Es wird in wässrig basierten Metallabschreckbädern verwendet. Als Emulgier- und Dispergiermittel in Lösungspolymerisationen findet PVP Anwendung. Daneben wird PVP für verschiedene Beschichtungen eingesetzt: als Fotolack zur Herstellung von Kathodenstrahlröhren (CRT); zur Herstellung von Membranen für die Mikro- und Ultrafiltration, insbesondere zur Verwendung in der Dialyse und der Trinkwasserfiltration; als Blockierungsmittel unspezifischer Proteinbindungsstellen auf den Membranen beim Southern Blot (Denhardt's solution), Northern Blot und Western Blot und als Beschichtungsmaterial bei der Synthese von Nanopartikeln, um eine Aggregation der Partikel zu unterbinden, beispielsweise bei der Munition der Genkanone. Auch als Gefrierschutzmittel (unterbindet die Bildung von Eiskristallen) für die Fixierung und Tieftemperaturlagerung von Zellen wird es eingesetzt. Zudem wird es als Binde- und Komplexierungsmittel in speziellen Agro-Anwendungen, wie Saatgutbehandlung und -beschichtungen, Herbizid- und Insektizid-Formulierungen eingesetzt.

## Varianten
Polyvinylpolypyrrolidon (PVPP), auch Crospovidon genannt, ist vernetztes Polyvinylpyrrolidon. Als Lebensmittelzusatzstoff (E 1202) wird PVPP als technischer Hilfsstoff in der Getränkeindustrie verwendet. Als Stabilisierungsmittel bindet es unerwünschte Gerbstoffe und Polyphenole in Wein, Bier und Säften, welche anschließend mit ihm abgefiltert werden. Darüber hinaus wird es in Arzneitabletten als Sprengmittel (Zerfallsmittel) verwendet.
Durch Einbau ausgewählter Comonomere in die Polymerkette lassen sich die Eigenschaften der VP-Homopolymere gezielt variieren. Geeignete Comonomere sind z. B. N-Vinylimidazol, Vinylacetat und Vinylcaprolactam. Vinylpyrrolidon/Vinylacetat-Copolymere werden insbesondere als Verdicker und hydrophile Heißschmelzkleber (Glastemperatur ca. 105 °C) verwendet.